# 입체 이성질체

다양한 유형의 이성질체들. 입체화학은 입체 이성질체에 중점을 둔다.

입체 이성질체(立體異性質體, 영어: stereoisomer)는 입체화학에서 분자가 동일한 분자식을 가지며, 결합된 원자 서열(구성)을 갖지만 공간에서 원자의 3차원 방향이 다른 이성질체의 한 형태이다. 입체 이성질체는 분자식이 동일하지만 결합 연결이나 순서가 다른 구조 이성질체와 대조된다. 정의에 따르면 서로 입체 이성질체 관계인 분자들은 동일한 구조 이성질체이다.

## 같이 보기
- 이성질체
- 구조 이성질체
- 부분입체 이성질체
- 거울상 이성질체
- 기하 이성질체
- 형태 이성질체
- 회전 이성질체